# Horichia dressleri
Horichia dressleri – gatunek roślin z monotypowego rodzaju Horichia z rodziny storczykowatych (Orchidaceae). Jest to endemit Panamy.

## Systematyka
Gatunek sklasyfikowany do podplemienia Stanhopeinae w plemieniu Cymbidieae, podrodzina epidendronowe (Epidendroideae), rodzina storczykowate (Orchidaceae), rząd szparagowce (Asparagales) w obrębie roślin jednoliściennych.